# Dereham
Dereham, historisch ook bekend als East Dereham, is een civil parish in het Engelse graafschap Norfolk.
Dereham telt 18.609 inwoners en is de hoofdplaats van het bestuurlijke gebied Breckland.

## Geboren
- William Hyde Wollaston (1766-1828), chemicus, natuurkundige en uitvinder